# Barra Bonita (kommun i Brasilien, São Paulo)
Barra Bonita är en kommun i Brasilien.   Den ligger i delstaten São Paulo, i den södra delen av landet, 700 km söder om huvudstaden Brasília. Antalet invånare är 35 256. Arean är 150 kvadratkilometer.
Terrängen i Barra Bonita är platt söderut, men norrut är den kuperad.
Följande samhällen finns i Barra Bonita:
- Barra Bonita

Runt Barra Bonita är det ganska tätbefolkat, med 65 invånare per kvadratkilometer.